# وایت‌هال
وایت‌هال (انگلیسی: Whitehall) یک خیابان در لندن، انگلستان است.
این خیابان که در وست‌مینستر قرار دارد از سمت شمال به میدان ترافالگار و از سمت جنوب به سنوتاف محدود میشود، طول این خیابان ۰/۶ کیلومتر است.

## نگارخانه

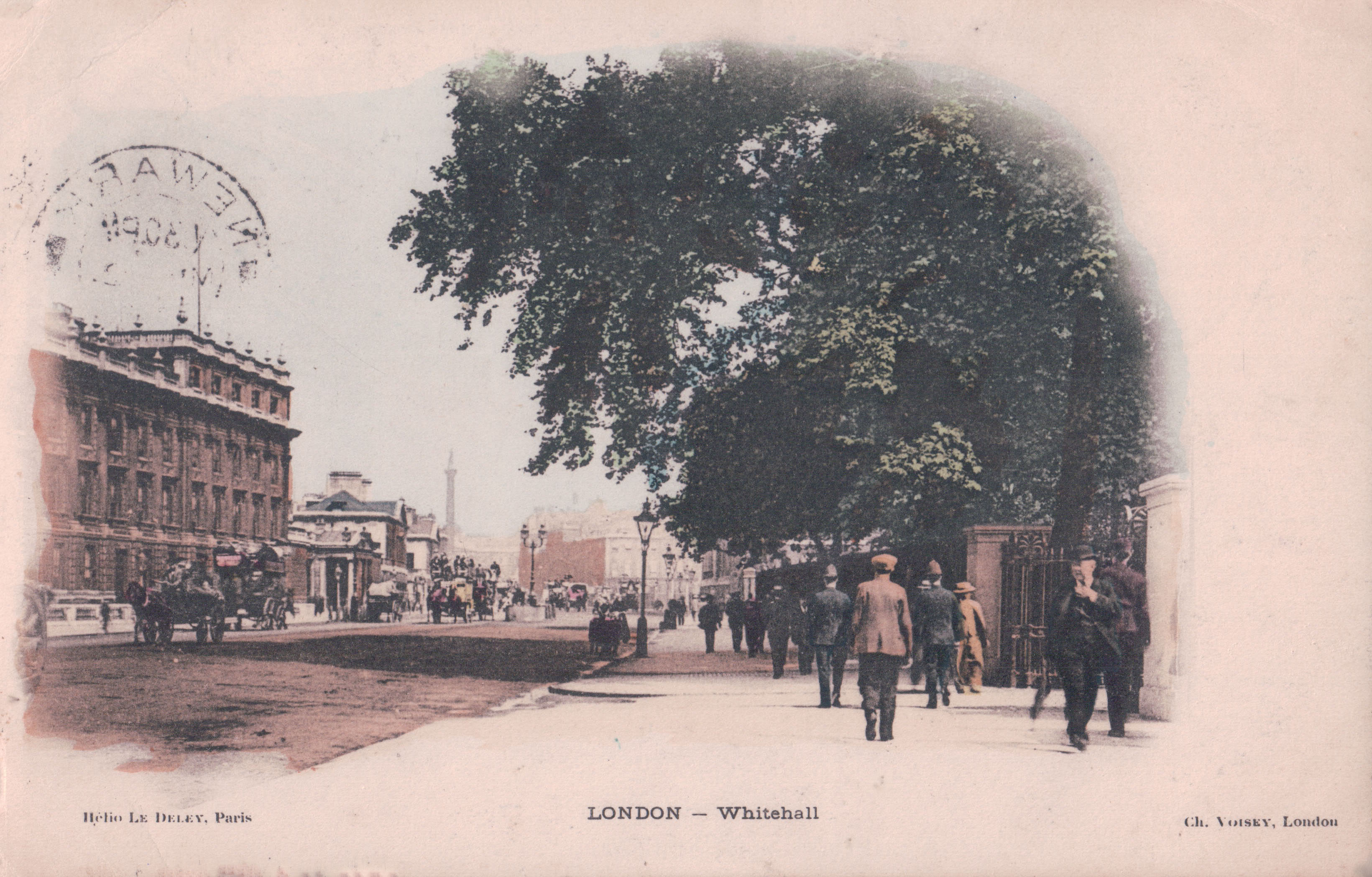
۱۹۰۴
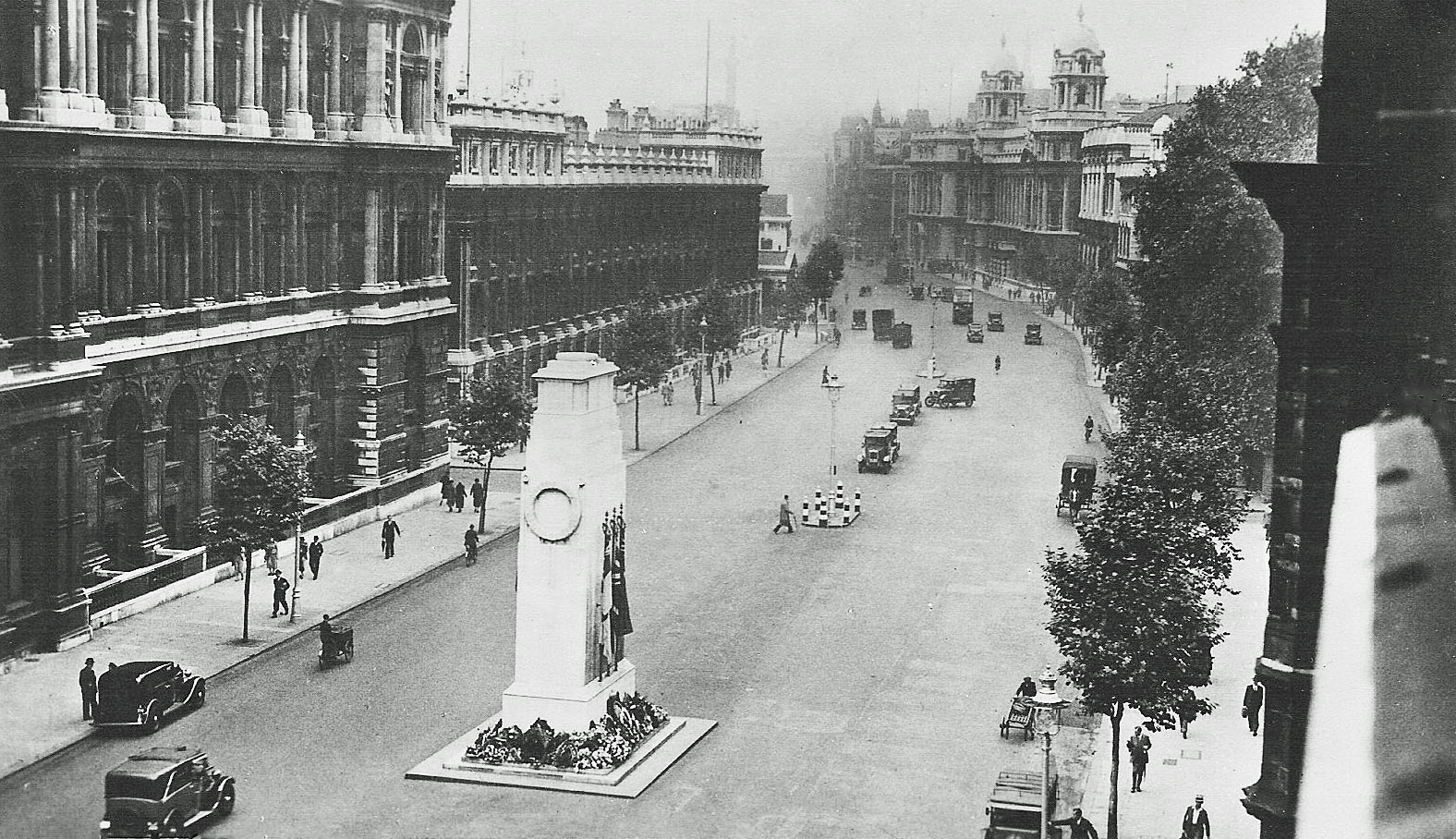
دهه ۱۹۳۰
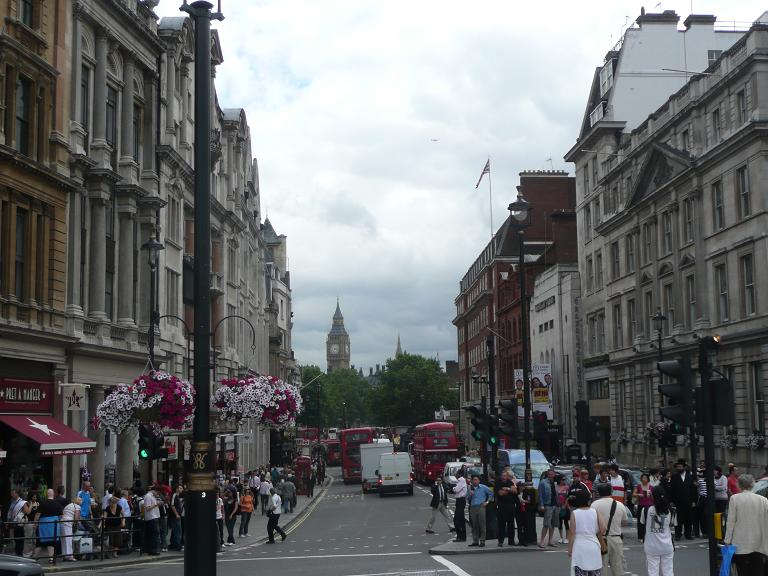
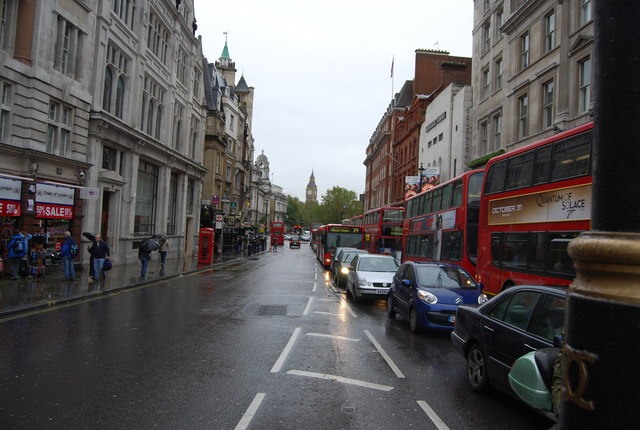
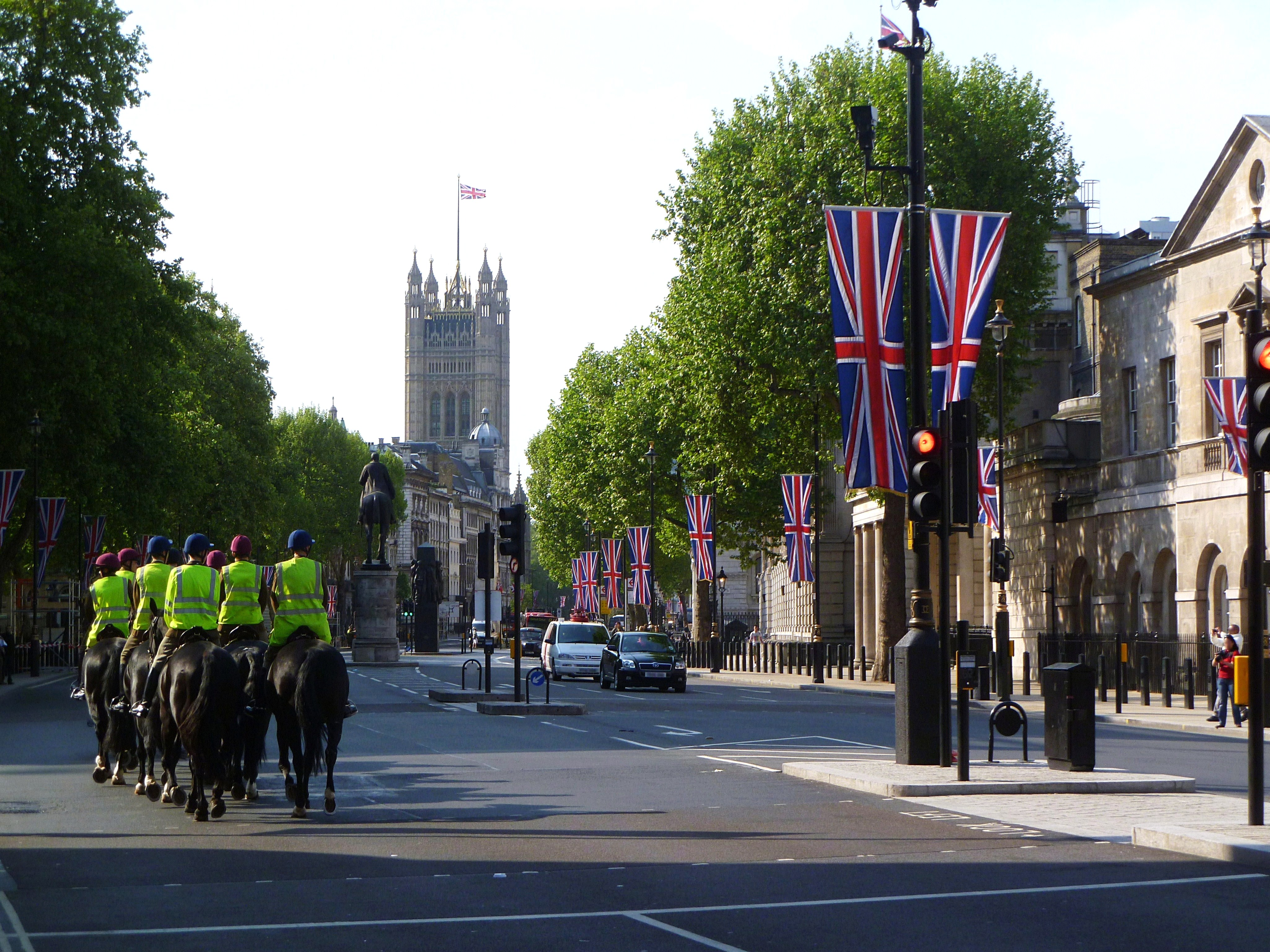
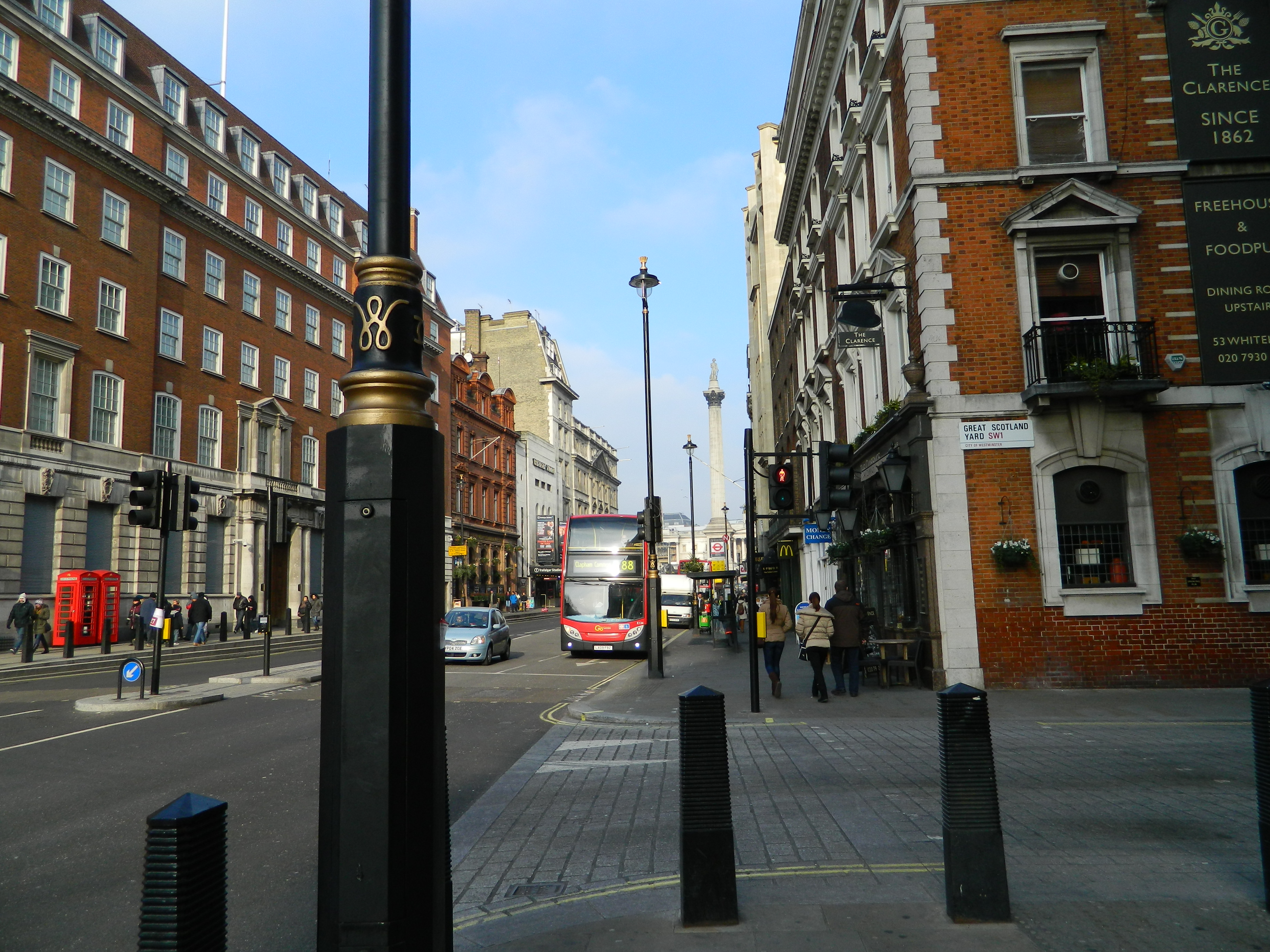
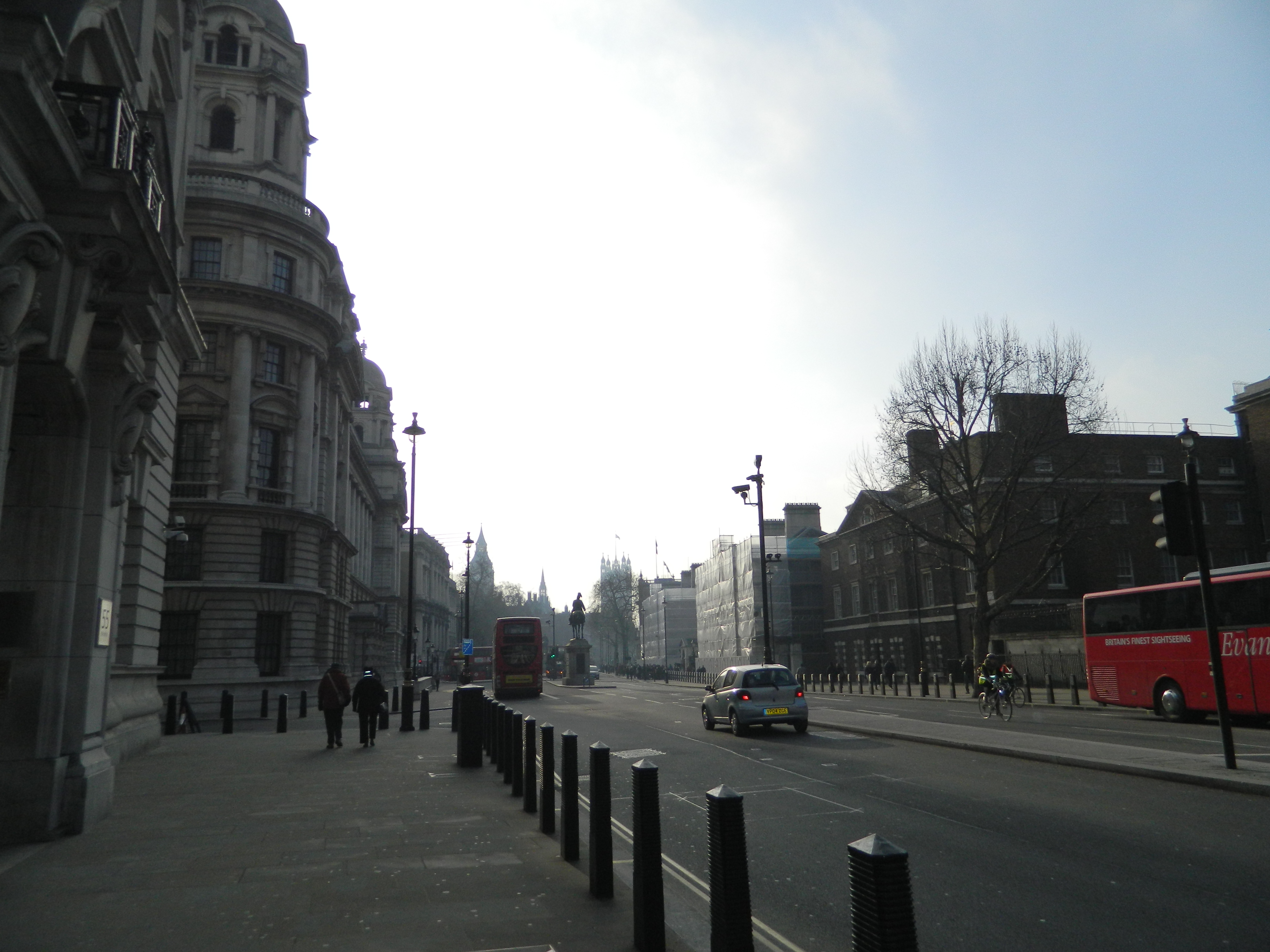